# Santa Perpetua de Moguda
Santa Perpetua de Moguda (oficialmente y en catalán Santa Perpètua de Mogoda) es un municipio español de Cataluña situado en la comarca del Vallés Occidental. 
Está situado a 7 km de Sabadell y a 18 km de Barcelona. Según el último censo de población (2021), había un total de 26.033 habitantes con un término municipal de 15,7 km².
Hay documentos que mencionan la localidad desde el siglo X, aunque se han encontrado restos de la cultura íbera. 
A mediados del siglo XIX se instalaron las primeras fábricas textiles del municipio: El Vapor y Ca'n Andal.

## Historia
El origen del nombre proviene de la iglesia de Santa Perpètua ubicada en la zona de Mogoda, que podría derivar de un antropónimo germánico o del árabe al-muqata, que significa «las parcelas». En los censos del XV aparece como Santa Perpètua de la Mogoda y en el XVI como Santa Perpètua de Mogoda, de la veguería de Barcelona. En los primeros censos del XIX se registró como Santa Perpétua de Moguda. En 1933 se cambió a Santa Perpètua de la Moguda, modificado en 1937 a Perpètua de Moguda en el contexto revolucionario contra la hagiotoponimia. Durante el franquismo se volvió al nombre anterior hasta 1983.
En Can Filuà se han encontrado restos de pobladores correspondientes al período neolítico, con una antigüedad de 9.000 años.
Hay documentos que mencionan la localidad desde el X, aunque se han encontrado restos de cultura íbera, y también de una masía romana. El instituto más importante del pueblo se llama Ins. Estela Ibérica por esta razón.
El actual término municipal de Santa Perpètua de Mogoda es resultado de la unión de los pueblos de Santa Maria l'Antiga y Santa Perpètua de Mogoda en 1847, fruto de la reordenación administrativa impulsada por la administración central del Estado, que agregó aquellos pueblos de poca población a sus vecinos más grandes.
Tanto en Santa Perpètua como en Santa Maria l'Antiga se conservan importantes restos de villas romanas.
Sobre las piedras y la cultura romana se construyó durante los siglos X-XII la Santa Perpètua medieval, cuyo núcleo es la actual barriada de Mogoda, a los pies de la riera de Caldes. Allí se levantó el castillo de Mogoda.

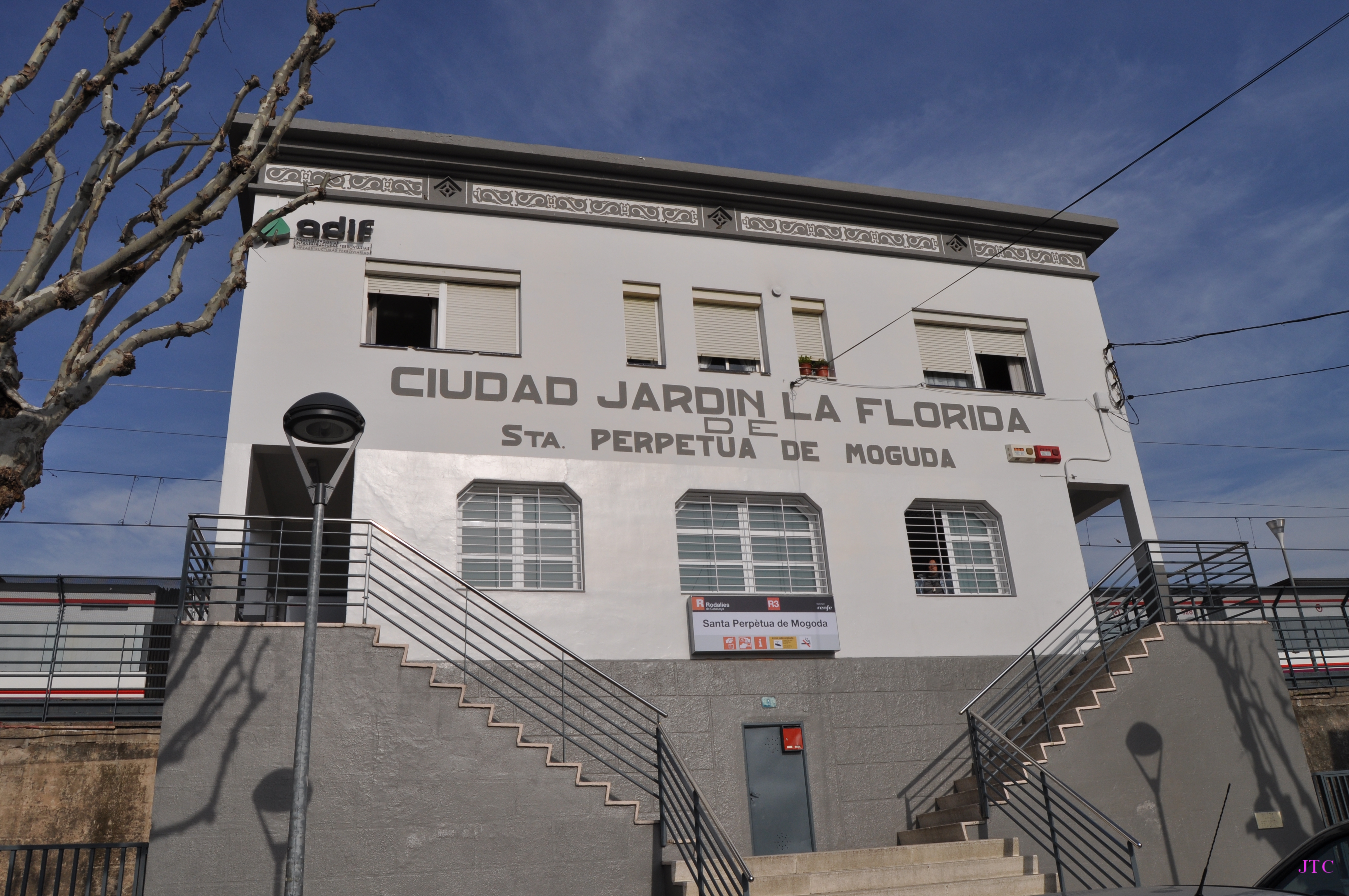
Estación de Santa Perpètua de Mogoda

La primera referencia escrita de Mogoda data del año 990 y en cuanto a Santiga del 983. Desde entonces, en torno a las sagreras de las iglesias de Santa Perpètua se han desarrollado los dos núcleos de población, con más éxito en el caso de Santa Perpètua, ya que a partir del XVIII creó a su alrededor una red urbana, origen del actual núcleo. Santiga, sin embargo, mantuvo su aspecto definido por una plaza con el lavadero, el castillo y las casas adosadas de los trabajadores y la iglesia, que aún hoy en día se puede observar. Durante el período medieval, nacieron los más de 30 masos y masías localizados en el término municipal.
Uno de los eventos históricos acontecidos en el término es una batalla dentro de la Guerra del Francés en 1810 ocurrida entre Santa Perpètua y Mollet, que perdieron los franceses.
En 1857 Claudi Arañó (industrial barcelonés y miembro del Fomento del Trabajo) instaló un vapor textil en las afueras del pueblo. Fue el inicio del establecimiento de industrias en Santa Perpètua y del crecimiento urbano.

## Medios de Comunicación
- Ràdio Santa Perpetua 107.6 FM (municipal)
- L'informatiu de Santa Perpetua (municipal)
- Linia Vallès

## Comunicaciones

### Rodalies de Catalunya
El municipio se encuentra conectado a la línea R3 de Rodalies de Catalunya mediante la estación ubicada en el barrio de La Florida con el nombre de La Florida. Esta estación la conecta directamente con Barcelona y otros municipios de importancia como Moncada y Reixach, Granollers o Vich. Además, en junio de 2022 entró en servicio la nueva estación de la línea R8 de Rodalies de Catalunya con el nombre de Santa Perpètua de Mogoda | Riera de Caldes en los alrededores de la Granja Soldevila. Esta estación conecta el municipio con localidades como San Cugat del Vallés, Rubí o Martorell; además de permitir llegar a la Universidad Autónoma de Barcelona en menos de 5 minutos.

### Autobuses
Santa Perpètua de Mogoda cuenta con varias líneas de autobuses operados por Sagalés:
- e10: conecta directamente con Barcelona y con los municipios de Poliñá y Senmanat.
- 201: conecta con Barcelona pero no de forma directa pasando previamente por La Llagosta y Moncada y Reixach. En la otra dirección conecta con Palau-solità i Plegamans y Caldas de Montbuy.
  - 202 y 203: con una frecuencia muy reducida también se encuentran estas dos líneas que hacen el mismo trayecto que el 201 pero llegando más allá de Caldas de Montbuy. El 202 llega hasta San Felíu de Codinas y el 203, pasando por San Felíu de Codinas, San Quirico Safaja, Castelltersol y Moyá llega hasta Estany.
- 295: es un autobús urbano que se mueve por toda Santa Perpetua de Moguda, pasando por las dos estaciones de las líneas R3 y R8 de Rodalies del municipio, hasta llegar a la estación de Rodalies de La Llagosta.
- 345: conecta con la Universidad Autónoma de Barcelona pasando por Mollet del Vallès.
- 360: conecta con Sabadell y en algunos casos también con Badalona.
- N-70: bus nocturno que conecta con Barcelona, Poliñá, Palau-solità i Plegamans, Caldas de Montbuy y Senmanat.

### Carreteras
El municipio está conectado a la autopista AP-7 y a la carretera C-59.

## Símbolos

### Escudo
El escudo de Santa Perpetua de Moguda se define por el siguiente blasón:

Escudo embaldosado: de argén una palma de gules puesta en palo enfilando una corona de laurel de sinople; la bordura de gules. Por timbre una corona mural de pueblo.

Fue aprobado el 21 de abril de 1983 y publicado en el DOGC el 25 de mayo del mismo año. La palma y la corona de laurel son los atributos de Santa Perpetua Mártir, patrona del pueblo.

### Bandera
La bandera del municipio tiene la siguiente descripción:

Bandera apaisada de proporciones dos de alto por tres de largo, blanca, con una palma roja centrada, puesta en palo, y enfilando una corona de laurel verde; la bordura roja de un grosor 1/9 del alto del paño que, en conjunto resulta de la conversión del escudo en bandera.

Fue publicada en el DOGC el 29 de octubre de 1990.

## Demografía
Santa Perpetua de Moguda cuenta con una población de 25 960 habitantes (INE 2024).
| Gráfica de evolución demográfica de Santa Perpetua de Moguda entre 1842 y 2021 |
| |
| Población de derecho según los censos de población del INE. Población de hecho según los censos de población del INE.En estos censos se denominaba Santa Perpétua de Moguda: 1842, 1857, 1860, 1877, 1887, 1897, 1900, 1910, 1920, 1930, 1940, 1950, 1960 y 1970. Entre el censo de 1857 y el anterior, crece el término del municipio porque incorpora a Santa María L' Antiga. |

## Lugares de interés
- Castillo de Mogoda

Son de interés las masías de Can'Oller, Can Banús, Can Miralpeix y Can Sabau. La Granja Soldevila (Mas Granollacs) es posterior, pero emblemática de la localidad.
Santiga, pedanía donde encontramos una iglesia románica y "el muro de los poetas", una pared con esculturas dedicados a poetas.
Por otra parte, el instituto más emblemático de la zona es el IES Estela Ibérica, ya que es donde se encontró el manuscrito grabado en piedra de los íberos. En el interior del instituto, en la biblioteca, se encuentra una réplica exacta de lo que en su día se encontró en ese lugar. Cabe destacar que es uno de los primeros manuscritos que hay en España.
Futbolísticamente hablando su representación lleva por nombre Unificación Club de Fútbol Santa Perpetua, cuya web es la siguiente: Web del UCF SANTA PERPETUA
Espacios culturales
Granja Soldevila
Esta es una masía fundada en 1911 como residencia de la familia Soldevila que se dedicaba a la industria textil. Durante los siguientes años fue una granja dedicada al sector agrario, se especializaron en los productos lácteos y fueron los pioneros de la leche maternizada y otros derivados lácteos. A finales de los años veinte volvió a ser únicamente una residencia familiar, hasta los 70 cuando fue expropiada y en la actualidad forma parte del patrimonio del ayuntamiento de  Santa Perpetua. Actualmente es el espacio cultural  de Santa Perpetua, donde se centra gran parte de la actividad cultural del pueblo, en la Granja Soldevila podemos encontrar la radio de santa Perpetua y también la escuela municipal de música  y danza del pueblo que tiene una larga tradición. Además allí se encuentran también la sede de la regidoría de cultura y promoción económica. También forman parte de este espacio la biblioteca Josep Jardí y el museo municipal.
Museo Municipal
Básicamente consiste en el interior de la casa, además de una colección permanente y otras temporales. El interior de la casa está ornamentado con decoración modernista por la posición elevada de sus dueños. Las chimeneas de mármol de las diferentes estancias, cerámicas con diseños de Domènec i Montaner, vidrieras de colores en ventanas y balcones, trabajos de forja en barandillas, ventanas y faroles; estos son algunos de los muchos elementos que muestran el interés de la familia Soldevila para mostrar su importancia social.
Escola Municipal de les Arts
Es un centro con la voluntad de acercar la música y la danza a los ciudadanos del municipio, ofreciéndoles, a través de la educación, la posibilidad de hacer, comprender y gozar de la música y la danza. Promover la acción de bailar, cantar o tocar un instrumento como algo lúdico y además formativo es uno de los objetivos de la escuela, así como crear hábitos de uso de producciones artísticos y formar espectadores que conozcan y valoren la música y la danza, asó como su diversidad.
Ràdio Santa Perpètua 107.0FM (256KF8EHF) emisora de radio municipal
La radio municipal de Santa Perpetua se inauguró el 5 de marzo de 1989 tras un período de pruebas de más de un año. Con motivo de la inauguración, se programaron una jornada de puertas abiertas en horario de mañana y un concierto por la tarde en el Pavelló Municipal d'Esports a cargo del grupo "Loquillo y Los Trogloditas". La legalización definitiva de la emisora llegó el día 30 de marzo de 2006 cuando el Ministerio de Industria autorizó al Ayuntamiento de Santa Perpetua la explotación del servicio.
A mediados de los 90 fue una de las primeras emisoras locales en España en experimentar con la emisión por internet mediante el servicio Live365 Estas emisiones experimentales continuaron evolucionando irregularmente hasta su consolidación a partir de la llegada a la emisora de la conexión a internet por ADSL hacia el año 2005. Actualmente se pueden seguir sus emisiones por internet mediante un reproductor en línea alojado en su página web http://radio.staperpetua.org
La primera versión del podcast de la emisora llegó sobre octubre de 2008, gracias a un portal de noticias preexistente y programado con PHPNuke, que originalmente se usó para publicar las notícias de la localidad editadas por la redacción de la emisora desde mayo del 2004 hasta abril de 2009, fecha en la que se renovó completamente el web con medios propios dando más protagonismo a la sección de podcast.
Ràdio Santa Perpètua apuesta por la información de proximidad y es un medio de comunicación abierto a la participación de la audiencia. Además, parte de la programación la realizan colaboradores, convirtiéndose así en cantera de futuros profesionales del medio. Por ejemplo, el programa "Deixa'm tastar" presentado por Marc Orozco i Xènia Roset, actualmente en SER Cataluña después de pasar por Onda Cero y La Xarxa, empezó su singladura en esta emisora.
Algunos de los programas más relevantes de Ràdio Santa Perpètua son: los espacios informativos elaborados por los equipos periodísticos de la emisora, "L'Informatiu migdia" con la actualidad local diaria y "La Veu de l'Esport" dedicado a la información deportiva local que se emite los lunes. También, cada día el magacine matinal "Fem Matí" con Andrés Aracil y el magacine de la tarde, "Crèdit Variable" con Gemma Abasolo. Otros programas que destacan en la programación son: como el más longevo "Los perros de Baskerville" (actualmente "Baskerville Hotel") conducido por Arturo Pedrerol; "Found You Music", programa musical dedicado a la música electrónica conducido por Kevin Romero y Nil Garcia; "Recanvi climàtic" dedicado al medio ambiente conducido por Josep Maria Margalida; "Vikingo Rock" presentado por Iván Lorente y dedicado al rock; por último destacamos "La lletra petita de la història" dedicado a la historia local y presentado por Tamar Zamora.
Ràdio Santa Perpètua se ubica en las dependencias del Servei de Comunicació, en la Granja Soldevila. Este servicio se ocupa también de l'Informatiu, publicación quincenal que se buzonea en todos los hogares y es referencia, junto con la Ràdio, de la actualidad informativa de la localidad.
Biblioteca Josep Jardí
Este edificio es el último que forma parte del núcleo cultural de la Granja Soldevila. Esta biblioteca es muy reciente se inauguró en abril de 1999. Su misión es proveer de información, conocimiento y cultura a la ciudadanía de Santa Perpetua. Pretende ser un servicio activo, abierto a la población y de utilidad. Su misión es atender las necesidades ciudadanas en conocimiento y acceso a la cultura. Entre otros servicios tiene un club de lectura, Wi-Fi y talleres de lectura tanto para niños como para mayores.

## Administración
| Periodo   | Nombre               | Partido                |
| --------- | -------------------- | ---------------------- |
| 1979-1983 | Pere Bufí Pérez      | PSUC                   |
| 1983-1987 | Pere Bufí Pérez      | PSUC                   |
| 1987-1991 | Pere Bufí Pérez      | IC                     |
| 1991-1995 | Pere Bufí Pérez      | IC                     |
| 1995-1999 | Pere Bufí Pérez      | IC                     |
| 1999-2003 | Pere Bufí Pérez      | IC-V                   |
| 2003-2007 | Isabel García Ripoll | IC-V                   |
| 2007-2011 | Manuel Ruiz Montero  | PSC                    |
| 2011-2015 | Isabel García Ripoll | IC-V                   |
| 2015-2019 | Isabel García Ripoll | IC-V                   |
| 2019-2023 | Isabel García Ripoll | Santa Perpètua en Comú |
| 2023-act. | Isabel García Ripoll | Santa Perpètua en Comú |